# Кассе, Маттиас
Маттиас Кассе (фр. Matthias Casse; род. 19 февраля 1997, Мортсел, Фламандский регион) — бельгийский дзюдоист, чемпион мира и Европы и победитель Европейских игр 2019 года, призёр чемпионата мира в весовой категории до 81 кг. Бронзовый призер Олимпийских игр 2020 в Токио.

## Биография
Он вырос в Хемиксеме, в пригороде Антверпена.
Начал заниматься дзюдо в соседнем клубе «Яма Фуджи» под руководством Уго Мемпайе. Его подготовкой занимался голландский специалист Марк ван дер Хам. В мужской сборной Бельгии он борется в весовой категории до 81 кг с 2016 года. Перед Олимпийскими играми в Рио он участвовал в спаринге с Дирком Ван Тихелем, который неожиданно выиграл бронзовую олимпийскую медаль.
На чемпионате мира среди молодёжи в 2017 году в Загребе одержал победу в весовой категории до 81 кг.
На объединённом турнире чемпионат Европы и Европейские игры 2019 года в июне в Минске он стал победителем в весовой категории до 81 кг.
На предолимпийском чемпионате мира 2019 года, который проходил в Токио завоевал серебряную медаль, уступив в поединке за чемпионский титул сопернику из Израиля Саги Муки.
В 2020 году на чемпионате Европы в ноябре в чешской столице, Маттиас смог завоевать бронзовую медаль турнира. В полуфинале уступил грузинскому спортсмену Тато Григалашвили.
В апреле 2021 года на чемпионате Европы в столице Португалии, в весовой категории до 81 кг, вышел в финал, где уступил турецкому спортсмену Ведату Албайрак и завоевал серебряную медаль турнира.
В июне 2021 года на чемпионате мира, который состоялся в столице Венгрии, в Будапеште, бельгийский спортсмен завоевал золотую медаль в весовой категории до 81 кг, став впервые в карьере чемпионом мира, победив в финале спортсмена из Грузии Тато Григалашвили.
На чемпионате мира 2023 года, который состоялся в Дохе, бельгийский спортсмен завоевал серебряную медаль. В финале он не сумел победить спортсмена из Грузии Тато Григалашвили.
В апреле 2025 года на чемпионате Европы в Подгорице в весовой категории до 81 кг стал обладателем бронзовой медали. В схватке за третье место одолел соперника из Италии Антонио Эспозито.